# Vesicularia poeppigiana
Vesicularia poeppigiana là một loài Rêu trong họ Hypnaceae. Loài này được (Hampe) H.A. Crum & Steere miêu tả khoa học đầu tiên năm 1956.